# Elsa Stenmark
Elsa Henrietta Stenmark, gift Rydberg, född 13 augusti 1886 i Karlskrona stadsförsamling, Blekinge län, död 12 januari 1958 i Norrtälje församling, Stockholms län, var en svensk ämneslärare och rösträttsaktivist.
Hon hade sin yrkesgärning vid Samrealskolan i Norrtälje, där hon från 1910 var ämneslärare i biologi, fysik och kemi.
Hon verkade för införandet av kvinnlig rösträtt i Sverige och var ordförande för Föreningen för kvinnans politiska rösträtt i Norrtälje 1913–1921. 